# Rutger Smith
Rutger Smith (Groningen, 9 juli 1981) is een Nederlandse voormalig atleet gespecialiseerd in kogelstoten en discuswerpen. Naast vele nationale titels heeft hij enkele medailles gehaald bij Europese en wereldtoernooien, waarbij die bij de wereldkampioenschappen van 2005 in Helsinki en 2007 in Osaka aangemerkt kunnen worden als hoogtepunten. Hij nam driemaal deel aan de Olympische Spelen.
Enkele bronzen medailles van Europese en wereldkampioenschappen werden pas jaren later aan hem toegekend, omdat zijn tegenstander van weleer bij nader inzien op doping werd betrapt bij hercontrole van de bewaard gebleven dopingstalen.

## Loopbaan

### Eerste Olympische Spelen
In 2004 nam Smith in Athene deel aan de Olympische Spelen bij het kogelstoten en discuswerpen. Met prestaties van 19,69 (kogel) en 61,11 (discus) wist hij zich, zeer tot zijn teleurstelling, niet te kwalificeren voor de finale. De onzekerheid bleek tijdens het toernooi te veel vat te hebben gekregen op de anders altijd zo nuchtere Groninger die direct na Athene prompt op zoek ging naar een goede sportpsycholoog. "Waar hebben sporters die begeleiding in godsnaam voor nodig", dacht ik altijd. "Maar nu dat negatieve denken bij mij een patroon lijkt te worden, verander ik mijn mening. Want als zoveel sporters er baat bij hebben, waarom ik dan niet, al ben ik Groninger?"
Smith is houder van het Nederlands record kogelstoten: op 10 juni 2006 haalde hij in Leiden een afstand van 21,62. Ook het indoorrecord kogelstoten staat al tijden op zijn naam. Op 16 februari 2008 tijdens de Nederlandse indoorkampioenschappen in Gent krikte hij dit record overigens verder op van 20,79 (2005) naar 20,89.

### Al vroeg in vorm
Tot aan zijn vertrek naar de wereldkampioenschappen in Osaka, medio augustus, gaf het buitenseizoen 2007 van Smith alle reden tot optimisme. Allereerst waren daar vroeg in het seizoen de wedstrijden om de Ter Specke Bokaal in Lisse op 5 mei. Smith plaatste zich er met een kogelstoot van 20,41 rechtstreeks voor de wereldkampioenschappen. Bovendien wierp hij met de discus een nieuw PR van 66,08. Hij verdiende met deze prestaties de Ter Specke Bokaal. Enkele weken later, op 26 mei tijdens de FBK Games in Hengelo, pakte hij vervolgens een Grand Prix overwinning met kogelstoten. Smith nam hiermee revanche op Ralf Bartels die het jaar ervoor Europees kampioen werd. Met 20,85 nam hij afstand van de rest van het veld. 'Ik ben nog niet echt in supervorm. Dan zouden ook mijn eerste pogingen over de 20 meter zijn geweest. Vorige week heb ik zelfs nog een beetje omvang getraind. Dat ik vlak daarna 20,85 stoot zegt veel.'
Enkele weken later was hij opnieuw present bij alweer een belangrijke wedstrijd op eigen bodem, de wedstrijden om de Gouden Spike in Leiden. In 2004 en 2006 had hij hier de prestatieprijs gewonnen en Smith was aan zijn stand verplicht om zich opnieuw te laten zien. Het resulteerde in 20,73 met de kogel en 64,21 met de discus. Twee puike prestaties weliswaar, maar de Gouden Spike was ditmaal voor Karin Ruckstuhl, die in Leiden ongehoord ver sprong. Bij de Europa Cup wedstrijd in het Finse Vaasa, opnieuw enkele weken later, won Smith zowel het kogelstoten als het discuswerpen. Zijn prestaties, respectievelijk 20,44 en 64,51, toonden aan hoezeer hij inmiddels een constant hoog niveau had weten te bereiken.

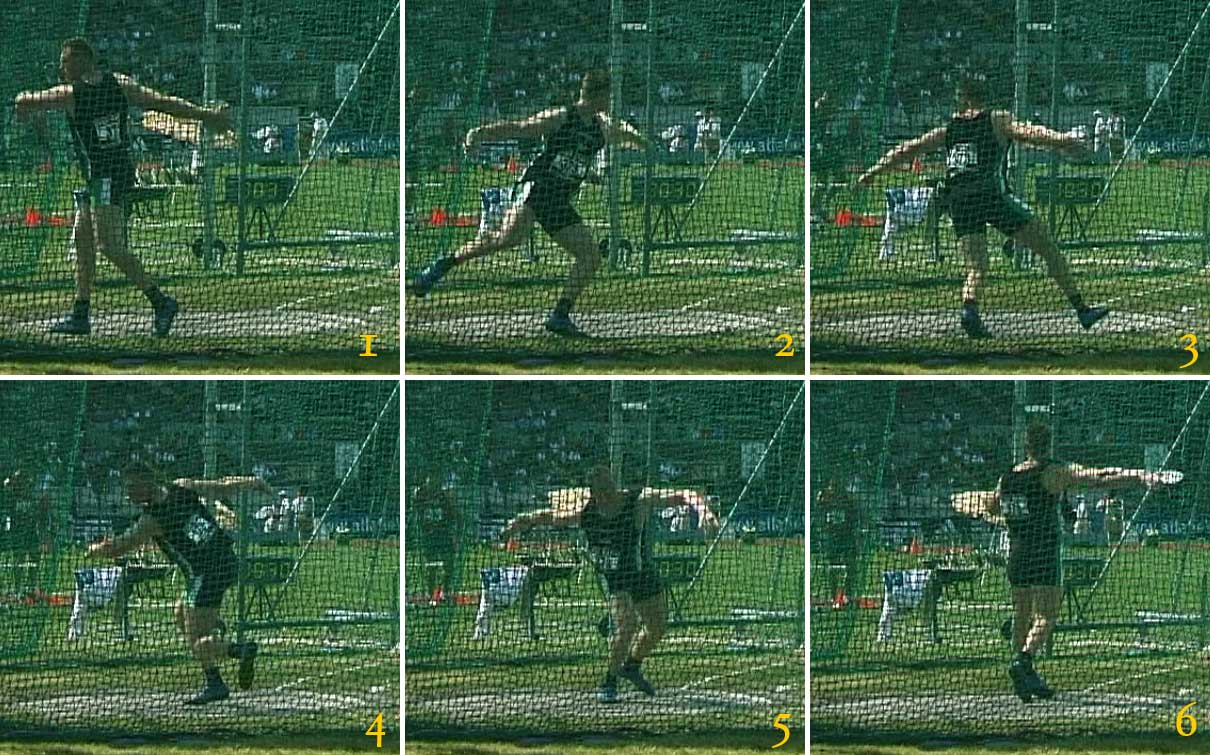
Rutger Smith, techniek van de discusworp

### Voor de zesde maal
Vervolgens was het in het weekend van 1 juli de beurt aan de nationale baankampioenschappen in het Olympisch Stadion in Amsterdam, waar Smith voor de zesde maal dubbelkampioen bij het kogelstoten en discuswerpen werd met degelijke prestaties van 20,38 en 63,63. Een tweetal zeer bevredigende Grand Prix wedstrijden sloten daarna de voorbereidingsperiode voor de WK af: in Madrid won Smith op 21 juli het kogelstoten met 21,12, daarmee geduchte tegenstanders als Reese Hoffa als Joachim Olsen achter zich latend; in Londen kwam hij op 10 augustus ten slotte tot een derde plaats en een beste seizoensafstand van 21,19. Een tevreden Smith reisde op 15 augustus 2007 af naar Osaka.

### Unieke prestatie in Osaka
Op de WK ontwikkelden de zaken zich echter heel anders dan Smith zich van tevoren had kunnen indenken. Eerst was er de teleurstelling bij het kogelstoten. Na zich in de kwalificaties met zijn allereerste prestatie van 21,04 direct voor de finale te hebben gekwalificeerd, kwam hij er, ondanks een verste stoot van 21,13, bij het verdelen van de medailles uiteindelijk niet aan te pas. 'Terwijl ik vanmorgen het gevoel had dat ik 21,50 en misschien zelfs 22 meter zou kunnen stoten. Dat gevoel was er vanavond niet en daar heb ik nog geen verklaring voor. Misschien dat de ochtend toch te veel energie heeft gekost.' Eenmaal van de schrik bekomen gaf Smith de volgende dag bij de kwalificatie voor het discuswerpen het enige juiste antwoord: met 66,60, een persoonlijk record, gooide hij alle opgelopen frustraties van zich af en drong hij verrassend door tot de finale. Deze finaleplaats werd vervolgens twee dagen later met 66,42 "verzilverd" in een onverwachte derde plaats.

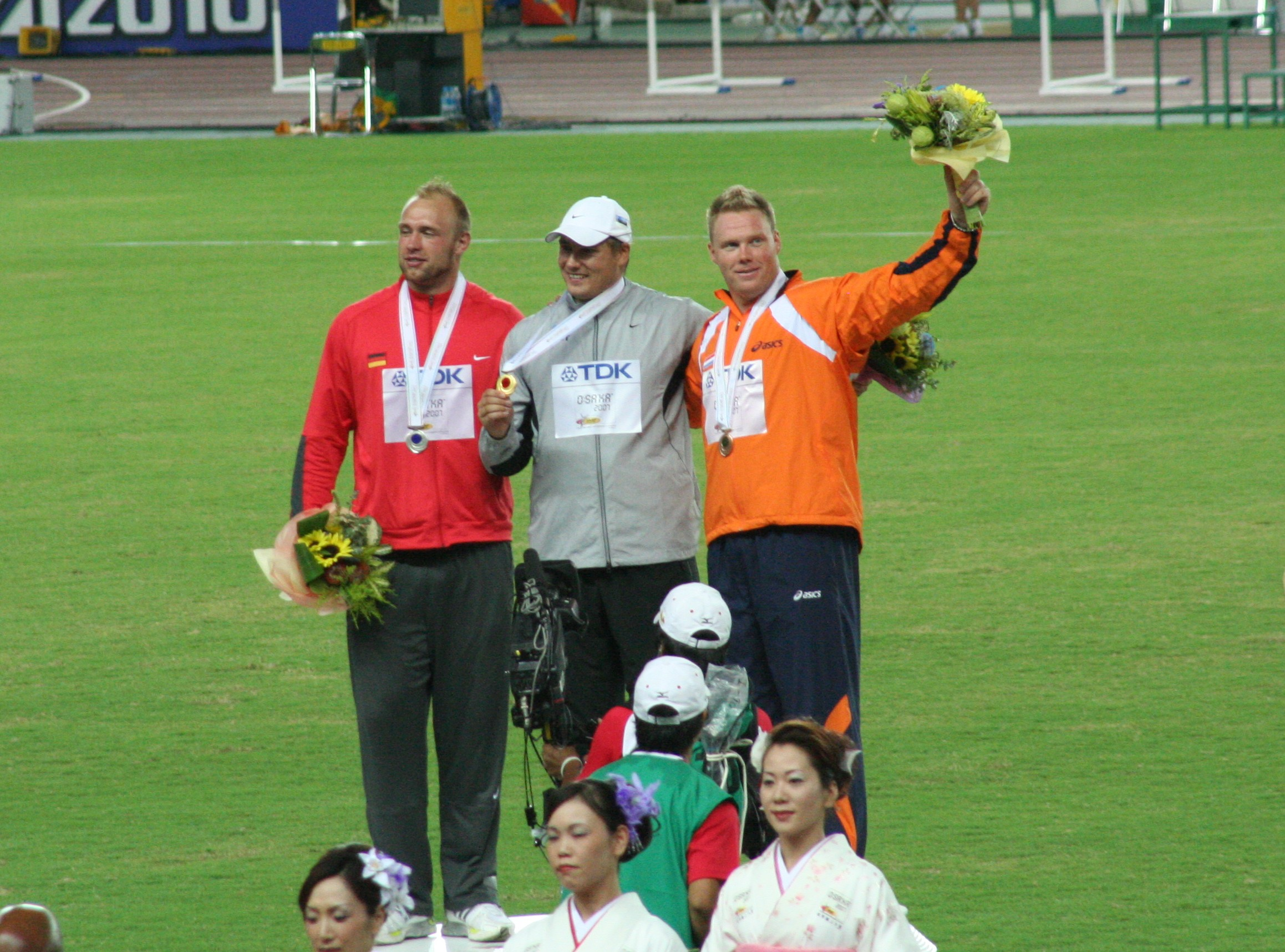
Medaille-uitreiking in Osaka

Smith werd hiermee de eerste Nederlander die meer dan één medaille op een WK won. Ook werd hij de eerste atleet ter wereld, die zowel bij het discuswerpen als het kogelstoten een medaille op een WK wist te veroveren. Onwillekeurig zullen in Osaka zijn gedachten dan ook zijn teruggegaan naar een uitspraak in een interview van enkele jaren geleden: "Op langere termijn wil ik olympisch goud halen op kogel en discus. Die combinatie heb ik de laatste tig jaren nooit meer gezien. Het zou erg mooi zijn als iemand dat weer eens deed."

### Haperend indoorseizoen
Het indoorseizoen van Smith werd in 2008 gereduceerd tot een tweetal optredens. Zeer tegen zijn gewoonte in moest de inmiddels weer van het Noord-Hollandse Castricum naar het Groningse Leek teruggekeerde krachtpatser vanwege een tweetal kleine blessures zijn wedstrijdactiviteiten in het eerste kwartaal beperken tot de Nederlandse indoorkampioenschappen in Gent in februari en de wereldindoorkampioenschappen in Valencia in maart. In Gent was er overigens geen vuiltje aan de lucht. Smith stootte zich met een prima serie, waarin hij tot tweemaal toe zijn eigen nationale record verbeterde (eerst naar 20,80, gevolgd door een laatste worp van 20,89) naar zijn negende indoortitel bij de mannen.

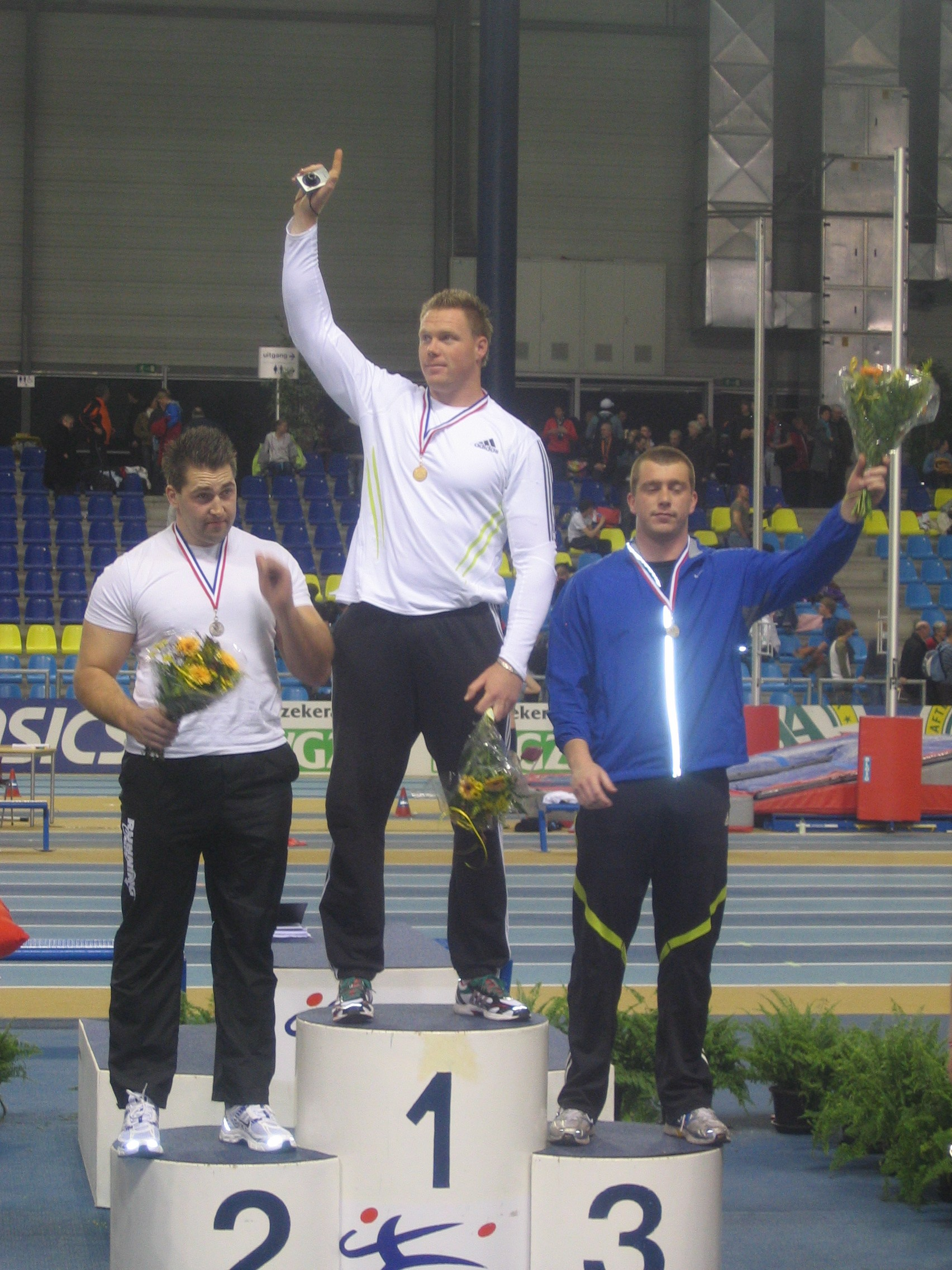
NK Indoor '08, Gent: voor de negende maal kampioen, met een recordstoot van 20,89 m

Hij ging dan ook met zicht op een medaille naar de WK. Die verwachting kwam evenwel niet uit. In de kwalificatieronde plaatste Smith zich met een laatste poging van 20,30 maar moeizaam voor de finale. Hierin verbeterde hij zich uiteindelijk weliswaar tot 20,75 maar, mede door toedoen van de sterke Amerikaanse tegenstanders Hoffa en Cantwell, zat er niet meer in dan een vijfde plaats. Achteraf weet Smith het enigszins teleurstellende resultaat aan zijn gebrek aan wedstrijdritme. Desondanks keek hij met veel vertrouwen uit naar het zomerseizoen. Hij achtte de 22 meter plus nog steeds haalbaar.

### Als eerste Nederlandse atleet gekwalificeerd voor Peking
Smith, die zich met zijn kogel- en discusprestaties in 2007 reeds had genomineerd voor de Olympische Spelen in Peking, wilde die nominaties zo snel mogelijk omzetten in startbewijzen. Daartoe werd allereerst in het weekend van 15 en 16 maart deelgenomen aan de European Winter Throwing Cup in Split. Een derde plaats bij het discuswerpen met 63,80 en een eerste bij het kogelstoten met 20,77 was het resultaat. Vervolgens wilde de Groningse reus, evenals het jaar ervoor, de eerste de beste buitenwedstrijd van niveau in eigen land, de wedstrijden om de Ter Specke Bokaal op 4 mei in Lisse, aangrijpen om zich definitief te verzekeren van olympische deelname. Die opzet lukte. Met een kogelstoot van 20,48 en een worp van 64,38 met de discus kwalificeerde hij zich als eerste Nederlandse atleet voor Peking. Bovendien leverden zijn prestaties hem in Lisse net als in 2007 de dagprijs op.
Vervolgens was het zaak om in de maanden die volgden het behaalde niveau te consolideren en langzaam maar zeker toe te werken naar de vorm, die vereist was om in Peking in de prijzen te vallen. Het tiental wedstrijden waar Smith vervolgens in de maanden mei, juni en juli aan deelnam, leverden hem een beste discusworp op van 66,85, geworpen tijdens de Flynth Recordwedstrijden in Hoorn op 10 mei en een beste kogelstoot van 20,80, gestoten tijdens de NK in Amsterdam op 5 en 6 juli, waar hij en passant zijn zevende dubbeltitel (kogelstoten én discuswerpen) ophaalde. Bij de overige gelegenheden presteerde Smith met de kogel meestal rond de 20 tot 20,50 meter en met de discus om en nabij de 64 meter. Het deed sommigen twijfelen aan Smiths vorm. Zelf twijfelde hij echter nooit. Zijn repliek was steevast, dat hij in zijn voorbereidingen perfect op schema lag en dat van hem piekprestaties werden verwacht in Peking, niet twee maanden ervoor.

### OS: twee finales, maar geen medailles
Toen Rutger Smith zich in 2003 uitsprak over zijn wens om tweemaal goud te veroveren op Olympische Spelen, had hij daarbij stiekem Peking in gedachten. Daar zou die wens in vervulling moeten gaan. Zover kwam het in werkelijkheid niet. In het Vogelnest kwalificeerde Smith zich op 15 augustus bij het kogelstoten ternauwernood voor de finale met zijn eerste poging van 20,13. "Ik was iets te zenuwachtig, maar iedereen liep te stoeien met die kwalificatie-eis. Gek genoeg had ik wel meteen het gevoel dat die eerste goed genoeg zou zijn. Ik ben in vorm." In de finale deed hij het vervolgens met 20,41 weliswaar beter, maar meer dan een negende plaats zat er voor Smith toch niet in. De uitschieter, waarop hij zo had gehoopt, bleef achterwege. "Ik mis al de hele tijd het juiste gevoel. Kogelstoten is een gevoelskwestie en het lukt mij en mijn trainer Gert Damkat niet om dat terug te krijgen. Terwijl alles moet kloppen", zo stelde hij teleurgesteld.
Een dag later zag het er bij de kwalificatie voor het discuswerpen wat hoopgevender uit. De eerste worp van Smith was 64,05, waarschijnlijk al voldoende voor de finale, al was de eis officieel 64,50 meter. Maar de Groninger liet er geen twijfel over bestaan dat hij in de eindstrijd thuishoorde en legde er een worp 65,65 van overheen. 'Hoppa!!', zo klonk zijn bekende kreet door het stadion, terwijl de discus nog onderweg was. Smith: "Bij het instoten had ik al het gevoel dat het goed zat. De eerste ging heel ontspannen en liet ik iets te vroeg lopen. Ik had kunnen gokken, maar ik had al een week geen discus meer aangeraakt, dus het was sowieso wel goed om een tweede worp te doen." Drie dagen later legde Rutger Smith in de finale een reeks op de mat met een minste worp van 64,25 en een verste van 65,39, maar een uitschieter zat er weer niet bij. Hij werd er zevende mee, achter de Est Gerd Kanter, met 68,82 de sterkste van allemaal, gevolgd door de verrassende Pool Piotr Małachowski (67,82), die zijn eerste medaille bij een groot toernooi won, en Virgilius Alekna, derde met 67,79.

### Weg terug na langdurige blessure
Na de Olympische Spelen werd duidelijk dat Smith een rugblessure had die het trainen belemmerde. Een slechte winter bracht de noodzaak op andere behandelingen dan fysiotherapie over te gaan. Eind december 2009 werd een remedie gevonden, waardoor Smith in de loop van 2010 weer kon trainen zonder pijn in zijn rug; spier- en peesblessures hielden een terugkomst op niveau echter tegen.
Pas in 2011 kon Smith laten zien dat er nog rekening met hem moest worden gehouden. Hij claimde de Nederlandse indoortitel met de kogel, kwalificeerde zich al vroeg in het jaar voor de wereldkampioenschappen in Daegu en nomineerde zich met zijn prestatie voor de Olympische Spelen. Tijdens de NK eind juli moest hij het kogelstoten noodgedwongen laten schieten, maar hij voegde weer een titel bij het discuswerpen aan zijn cv toe. Zijn beste worp van 63,52 was bijna een halve meter verder dan die van Erik Cadée, de kampioen van 2010. 'Een van zijn mooiste nationale titels ooit', vond Smith zelf na afloop.

### OS 2012
Op de Olympische Spelen van 2012 in Londen nam hij deel aan het kogelstoten en discuswerpen. Op beide onderdelen wist hij zich niet te plaatsen voor de finale. Bij het kogelstoten werd hij in de kwalificatieronde uitgeschakeld met 20,08 en bij het discuswerpen met 63,09.
Na afloop van de Spelen in Londen besloot Smith om zich te vestigen in Newport Beach, Californië, om in zijn voorbereiding op toekomstige kampioenschappen te kunnen profiteren van de betere trainings- en klimatologische omstandigheden. Sindsdien traint hij onder coach Tony Ciardelli.

## Coach
In 2019 werd Smith aangesteld als topsportcoördinator van de Vlaamse Atletiekliga Hij volgde hierbij Max De Vylder op. Voordien was Smith al bij de liga aan de slag als kwaliteitsmanager werpen. In 2023 bereikte hij als delegatieleider bij de EK indoor een onverhoopt succes door met zes medailles voor België vijfde in de medaillestand te worden. Op de WK indoor van 2024 te Glasgow werd hij als delegatieleider van België tweede met dit land na de Verenigde Staten met drie keer goud en eenmaal brons, het beste resultaat ooit op een WK indoor.

## Kampioenschappen

### Internationale kampioenschappen
| Onderdeel    | Prestatie | Titel                      | Plaats    | Jaar |
| ------------ | --------- | -------------------------- | --------- | ---- |
| kogelstoten  | 19,48 m   | Wereldkampioen junioren    | Santiago  | 2000 |
|              | 18,27 m   | Europees kampioen junioren | Riga      | 1999 |
| discuswerpen | 59,90 m   | Europees kampioen U23      | Bydgoszcz | 2003 |
|              | 52,89 m   | Europees kampioen junioren | Riga      | 1999 |
| kogelstoten  | 19,85 m   | Engels AAA-indoorkampioen  |           | 2004 |

### Nederlandse kampioenschappen
Outdoor
| Onderdeel    | Jaar                                                 |
| ------------ | ---------------------------------------------------- |
| kogelstoten  | 2000, 2002, 2003, 2004, 2005, 2006, 2007, 2008       |
| discuswerpen | 2002, 2003, 2004, 2005, 2006, 2007, 2008, 2011, 2015 |

Indoor
| Onderdeel   | Jaar                                                             |
| ----------- | ---------------------------------------------------------------- |
| kogelstoten | 2000, 2001, 2002, 2003, 2004, 2005, 2006, 2007, 2008, 2011, 2012 |

## Persoonlijke records
Outdoor
| Discipline     | Prestatie    | Datum             | Plaats |
| -------------- | ------------ | ----------------- | ------ |
| kogelstoten    | 21,62 m (NR) | 10 juni 2006      | Leiden |
| discuswerpen   | 67,77 m      | 6 september 2011  | Weert  |
| kogelslingeren | 60,85 m      | 15 september 2001 | Hesel  |

Indoor
| Discipline  | Prestatie    | Datum            | Plaats |
| ----------- | ------------ | ---------------- | ------ |
| kogelstoten | 20,89 m (NR) | 16 februari 2008 | Gent   |

## Palmares

### Olympische Spelen
- 2004: 7e in kwal. OS, kogelstoten - 19,69 m
- 2004: 8e in kwal. OS, discuswerpen - 61,11 m
- 2008: 9e OS, kogelstoten - 20,41 m
- 2008: 7e OS, discuswerpen - 65,39 m (in kwal. 65,65 m)
- 2012: 8e in kwal. OS, kogelstoten - 20,08 m
- 2012: 9e in kwal. OS, discuswerpen - 63,09 m

### WK
- 2000:  WK U20 in Santiago, kogelstoten - 19,48 m
- 2000:  WK U20, discuswerpen - 58,70 m
- 2003: 10e in kwal. WK indoor, kogelstoten - 19,59 m
- 2003: 11e in kwal. WK, kogelstoten - 19,02 m
- 2003: 6e in kwal. WK, discuswerpen - 61,55 m
- 2004: 7e in kwal. WK indoor, kogelstoten - 19,67 m
- 2005:  WK, kogelstoten - 21,29 m
- 2007:  WK, discuswerpen - 66,42 m
- 2007:  WK, kogelstoten - 21,13 m[11]
- 2008: 4e WK indoor, kogelstoten - 20,78 m[11]
- 2011: 8e in kwal. WK, discuswerpen - 62,12 m
- 2012: 7e WK indoor, kogelstoten - 20,30 m

### EK
- 1999:  EJK, kogelstoten - 18,27 m
- 1999:  EJK, discuswerpen - 52,89 m
- 2002: 10e in kwal. EK indoor, kogelstoten - 19,60 m
- 2002: 8e EK, kogelstoten - 19,73
- 2003:  EK U23 kogelstoten - 20,18 m (17 juli 2003)
- 2003:  EK U23 discuswerpen - 59,90 m (20 juli 2003)
- 2005:   EK indoor, kogelstoten (20,79 m NR)
- 2006:  EK, kogelstoten - 20,90 m[11]
- 2006: 7e EK, discuswerpen - 64,46 m
- 2007: 9e in kwal. EK indoor, kogelstoten - 19,19 m
- 2012:  EK, kogelstoten - 20,55 m
- 2012:  EK, discuswerpen - 64,02 m[12]

### NK
- 1999:  NK - 17,45 m
- 2000:  NK indoor, kogelstoten - 18,74 m
- 2000:  NK, kogelstoten - 18,46 m
- 2001:  NK indoor, kogelstoten - 18,61 m
- 2001:  NK, discuswerpen - 53,29 m
- 2002:  NK indoor, kogelstoten - 19,40 m
- 2002:  NK, kogelstoten - 20,07 m
- 2002:  NK, discuswerpen - 62,77 m
- 2003:  NK indoor, kogelstoten - 19,65 m
- 2003:  NK, kogelstoten - 20,47 m
- 2003:  NK, discuswerpen - 60,76 m
- 2004:  NK indoor, kogelstoten - 20,75 m (NR)
- 2004:  NK, kogelstoten - 20,50 m
- 2004:  NK, discuswerpen - 63,70 m
- 2005:  NK indoor, kogelstoten 20,23 m
- 2005:  NK, kogelstoten - 20,59 m
- 2005:  NK, discuswerpen - 65,51 m (de beeldserie is van deze worp)
- 2006:  NK indoor, kogelstoten - 19,89 m
- 2006:  NK, kogelstoten - 21,02 m
- 2006:  NK, discuswerpen - 62,35 m
- 2007:  NK indoor, kogelstoten - 19,96 m
- 2007:  NK, kogelstoten - 20,38 m
- 2007:  NK, discuswerpen - 63,63 m
- 2008:  NK indoor, kogelstoten - 20,89 m (NR)
- 2008:  NK, kogelstoten - 20,80 m
- 2008:  NK, discuswerpen - 63,39 m
- 2011:  NK, discuswerpen - 63,52 m
- 2012:  NK indoor, kogelstoten - 20,56 m
- 2015:  NK, discuswerpen - 60,67 m

### Overige
- 2004:  Europacup in Bydgoszcz, kogelstoten - 20,56 m
- 2004:  Europacup in Bydgoszcz, discuswerpen - 63,68 m
- 2005:  Europese Wintercup in Mersin, kogelstoten - 21,00 m
- 2005:  Europese Wintercup in Mersin, discuswerpen - 62,90 m
- 2006:  Europacup B in Thessaloniki, kogelstoten - 20,60 m
- 2006:  Europacup B in Thessaloniki, discuswerpen - 64,38 m
- 2006:  ISTAF in Berlijn, kogelstoten - 20,63 m
- 2006:  Wereldatletiekfinale in Stuttgart, kogelstoten - 20,74 m
- 2007: 6e Wereldatletiekfinale in in Stuttgart, kogelstoten - 20,01 m
- 2008:  Europese Wintercup in Split, kogelstoten - 20,77 m
- 2008:  Europese Wintercup in Split, discuswerpen - 63,80 m
- 2012:  Europese Cup Winterwerpen in Bar, discuswerpen - 63,30 m

## Onderscheidingen
- AU-jeugdatleet van het jaar (Albert Spree-Beker) - 1999, 2000
- AU-atleet van het jaar - 2007, 2008
- Gemeente Leek - Voor zijn verdiensten, die ook een positieve uitstraling voor de gemeente Leek betekenden, ontving hij op 11 november 2008 de gemeentelijke onderscheiding "De Leekster Tak".
- Groningen Atletiek - Voor zijn verdiensten voor de vereniging is hij op de algemene ledenvergadering van 21 november 2019 benoemd tot erelid.